# Regionalismo (arquitectura)
En arquitectura, el regionalismo es una corriente cercana al eclecticismo que glosa y sintetiza algunos aspectos de las distintas arquitecturas regionales de España o de otros países. Algunos de los regionalismos existentes son el regionalismo español, el regionalismo latinoamericano y el regionalismo europeo.

## Regionalismo crítico
Regionalismo Crítico es un acercamiento a la arquitectura que se esfuerza por contrarrestar la carencia de lugar y falta de identidad en la arquitectura moderna mediante el uso de contexto geográfico del edificio. El regionalismo crítico no es el regionalismo en el sentido de la arquitectura vernácula, sino que es, por el contrario, un vanguardista, el enfoque modernista, pero que comienza a partir de las premisas de la arquitectura local o regional. 

## Clasificación
La obra de los siguientes arquitectos, entre otros, se clasifica como regionalismo crítico:
- Alvar Aalto
- Bernardo Bader
- Mario Botta
- Charles Correa
- Rainer Greschik
- Aris Konstantinidis
- Rafael Moneo
- Glenn Murcutt
- Juhani Pallasmaa
- Raj Rewal
- Álvaro Siza
- Luigi Snozzi
- Jørn Utzon
- Peter Zumthor